# Cesare Ferrante
Cesare Ferrante (falecido em 1593) foi um prelado católico romano que serviu como bispo de Termoli (1569–1593).

## Biografia
No dia 1 de abril de 1569, Cesare Ferrante foi nomeado durante o papado de Pio V como Bispo de Termoli. A 16 de abril de 1569, foi consagrado bispo por Scipione Rebiba, Cardeal-Sacerdote de Sant'Angelo in Pescheria, com Giulio Antonio Santorio, Arcebispo de Santa Severina, e Thomas Goldwell, Bispo de Saint Asaph, servindo como co-consagradores. Ferrante serviu como Bispo de Termoli até à sua morte em 1593.
Enquanto bispo, foi o principal co-consagrador de Prospero Vitelliano, Bispo de Bisignano (1569).